# Gertrud von Ortenberg
Gertrud von Ortenberg (auch Gertrud von Rickeldey / von Rückeldegen) (* zwischen 1275 und 1285; † 23. Februar 1335 in Offenburg) war eine Begine. Eine Gnadenvita berichtet über ihre von mystischer Spiritualität geprägte Lebensführung.

## Leben
Gertrud entstammte dem Ministerialengeschlecht derer von Ortenberg (nahe Offenburg). Sie war die Tochter des Ritters Erkenbold von Ortenberg, der in zweiter Ehe mit einer Freiin von Wildenstein (an der Donau) verheiratet war. Kurz nach Gertruds Geburt starb der Vater, wenige Jahre darauf auch die Mutter. Aus beiden Ehen ihres Vaters hatte Gertrud zahlreiche Geschwister und Halbgeschwister. Von diesen wurde die kleine Waise sehr bald Bauern übergeben, die sie aufzogen; später kam sie auf die Burg zurück, wo sie häufigen Misshandlungen ausgesetzt war.
1297/98 verheiratete man sie mit einem wohlhabenden, aber erheblich älteren Mann, dem Ritter Heinrich Rickeldey / Rückeldegen von Ullenburg, den sie als einen „harten“ Ehemann empfand. Nachdem Gertrud fast jedes Jahr ein Kind geboren hatte, starb ihr Mann 1301/02 noch während ihrer vierten Schwangerschaft. Gertrud, die schon früh geistige und religiöse Interessen entwickelt hatte, zog nun sofort in die Stadt Offenburg, wo sie bei einer Begine Unterkunft fand und dort auch ihr viertes Kind gebar. Als bald alle ihre Kinder gestorben waren, die sie zum Teil an Verwandte weggegeben hatte, trat sie 1303/04 endgültig in eine Beginengemeinschaft ein, nachdem sie die Gelübde des Dritten Ordens der Franziskaner abgelegt hatte.
Als Begine pflegte Gertrud von Ortenberg Kranke, kümmerte sich um Kinder, bemühte sich um Aussöhnung von Feinden und wurde auch bei hochstehenden Personen seelsorgerisch tätig. Ihre eigenen Seelsorger wählte sie sich selbst und stand in geistigem Austausch mit Dominikanern und Franziskanern. Zugleich kümmerte sie sich auch immer wieder um die Regelung ihrer eigenen Vermögensangelegenheiten. Seit 1304 war sie eng befreundet mit Heilke von Staufenberg, die nach dem Tod ihres Vaters, des Ritters Andres von Staufenberg, ihrer Familie entflohen und ebenfalls Begine geworden war. Die beiden Frauen gingen mehrfach nach Straßburg, u. a. um dort bekannte Prediger zu hören, wahrscheinlich auch Meister Eckhart. 1317/18 zogen sie dorthin, nachdem sie in einem von vielen Beginen bewohnten Stadtviertel ein Haus erworben hatten. Trotz der damals einsetzenden repressiven Maßnahmen gegen die Beginen (1317–1320) blieben sie dort bis 1327; erst als ihr Haus einem Stadtbrand zum Opfer fiel, kehrten sie nach Offenburg zurück. Gertrud starb 1335 und erhielt ihr Grab auf dem Friedhof der Franziskaner; es gab Ansätze, sie als Lokalheilige zu verehren.

## Gnadenvita
Kurz nach Gertruds Tod (spätestens wohl vor 1350) verfasste eine weibliche Person, die Gertrud noch persönlich gekannt hatte, eine Vita, zu der Gertruds Freundin Heilke die wichtigsten Informationen lieferte. Trotz einer ganzen Anzahl offensichtlich zuverlässiger biographischer Einzelheiten ist dieses Werk alles andere als eine Biographie. Während die Vorgeschichte (die mit dem Tod des Ehemanns endet) noch weitgehend historisch vorgeht, ist die folgende Darstellung mit großer Konsequenz nach den Aufbauprinzipien einer Gnadenvita komponiert. Übung in den Tugenden führt hin bis zur Todessehnsucht, „da sie gern unmittelbar bei Gott gewesen wäre“. Mit dem Aufgeben des Eigenwillens beginnt dann ein neues Leben, das nunmehr einzig von der Gnade bestimmt ist und schließlich, auch nach der Erfahrung der Entfremdung (der mystischen „Trockenheit“), hinführt bis zur Entrückung in die Gottheit und dem Erleben der Einung (Unio) mit Gott. Im seelsorgerischen Wirken, geprägt von vollkommener geistlicher und materieller Armut, wird dieses Gnadenleben dann auch für andere fruchtbar. Durch die Wiedergabe zweier mystischer Predigten wird sodann das Geschehene abschließend reflektiert. Ein legendarisch überhöhender Schluss unterbleibt. Ihren spirituellen Schwerpunkt hat die Vita in „Armut“ und Abegescheidenheit, wobei Gedanken Meister Eckharts und franziskanische Spiritualität nahezu ununterscheidbar ineinander übergehen. Besonders der Höhepunkt der Vita, gipfelnd im „Sinken in die Gottheit“, zeigt auch auffallende Parallelen zu Marguerite Porète.

## Bedeutung
Die Gnadenvita der Gertrud von Ortenberg gehört nach Meinung des Mystikforschers Kurt Ruh zu den wichtigsten neugefundenen Texten auf dem Gebiet der Frauenmystik des 14. Jahrhunderts.
Unter historischem Aspekt ist diese Vita ein einzigartiges Dokument zum Beginentum, von Details der Kleiderordnung und sozialen Tätigkeiten bis hin zur Regelung des Gemeinschaftslebens und zu erbrechtlichen Angelegenheiten einer Adeligen. Zugleich beleuchtet sie das Verhältnis der Beginen zu Dominikanern und Franziskanern und verdeutlicht, wie Straßburg durch die Tätigkeit der Bettelorden geradezu als Magnet auf religiös bewegte Frauen wirkte. Für die Offenburger Stadtgeschichte ist der Text das umfangreichste Zeugnis aus dem späteren Mittelalter.
Gertruds Vita ist relevant für die heutige Frauenforschung. Sie zeigt eine Frau, die in größter Selbständigkeit ihr Leben gestaltete, nüchtern komplizierte ökonomische Angelegenheiten regelte und Alltagsprobleme ebenso wie religiöse Fragen im Gespräch mit ihrer Freundin anging. Ihre männlichen geistlichen Berater wählte sie sich selbst, ohne von ihnen abhängig zu werden. Zugleich ist die Vita ein Beleg für die These, dass Viten von Frauen über Frauen weniger hagiographisch überhöht sind, als wenn sie von männlichen Autoren redigiert wurden.
Dieser Vitentext des 14. Jahrhunderts beschreibt unmittelbar das sinnliche Wahrnehmungsvermögen, beispielsweise eines Gesichtsausdrucks. Theologische Fragestellungen werden nicht in Form von Visionen, sondern narrativ im Dialog der beiden Freundinnen abgehandelt. Auffallendes Stilmittel ist eine häufig zu beobachtende Leitmotivtechnik.
Überliefert ist die Vita einzig in einer heute in Brüssel aufbewahrten Handschrift; sie steht hier zwischen einer deutschsprachigen Fassung des Legatus divinae pietatis Gertruds von Helfta und der deutschsprachigen Fassung von Raimunds von Capua Leben der heiligen Katharina von Siena. Rezeptionsgeschichtlich ist der Text, der so wie auch zahlreiche andere Mystikerhandschriften im Straßburger Kloster St. Nicolaus in undis kurz nach Mitte des 15. Jahrhunderts abgeschrieben und aufbewahrt wurde, ein weiteres Zeugnis für die Bedeutung der Reformklöster des 15. Jahrhunderts; später kam er in das Archiv der Bollandisten. Zugleich ist der Text durch die Wiedergabe der zwei Predigttexte selbst ein Beispiel der Mystik-Rezeption und belegt, wie Predigten auch mündlich tradiert werden konnten. Die beiden Texte verweisen auf Meister Eckhart und Richard von St. Viktor, wahrscheinlich auch auf Rudolf von Biberach. Zu überprüfen ist auch ein Überlieferungsweg Marguerite Porète – Meister Eckhart – Straßburg / Gertrud.

## Zur Textgestalt
Der Text der Gertrud-Vita ist von einer Unmittelbarkeit und Wirklichkeitsnähe, wie sie sowohl für das 14. Jahrhundert wie auch für die Gattung einer Vita gänzlich ungewöhnlich sind. Die Autorin der Endfassung „war zweifellos belesen und literarisch begabt, sie hat das vorhandene Material gesichtet und konsequent in Form einer Gnadenvita strukturiert. Beachtlich ist auch ihr stilistisches Können. Mag der Erzählton der Vita zuerst auch recht schlicht erscheinen, so zeigt die nähere Betrachtung, dass dies durchaus gewollt ist, bis hin zu umgangssprachlich gebrochenen Satzkonstruktionen. Ein geradezu an Leitmotive erinnernder Gebrauch zentraler Wörter, eine höchst anschauliche, sinnenhaft realistische Erfassung von Situationen und Gemütszuständen, und dazu auch die Kenntnis wichtiger Motive der mystischen Tradition: dies alles zeugt von durchaus beachtlicher literarischer Qualität.“. Besonders im Schlussteil kommen direkt zentrale Themen der Mystik zur Sprache.
- (1) Eine Kindheit auf der Ritterburg (f.133v)

Nachdem die kleine Gertrud nach dem Tod ihrer Eltern zuerst bei Bauern aufgezogen worden ist, holen die Stiefgeschwister sie wieder auf die Burg, wo sie aber gar hart behandelt wird.
Wenn das Kind weinte oder ihm etwas fehlte, da packte die Magd es von hinten am Kleidchen, oder sie erwischte es an einem Arm und schlenkerte es gegen die Tür zur Erde, dass ihm gar weh geschah. Und wenn es nicht sofort still war, oder es sich vor Schwäche oder weil es noch so jung war nicht ruhig verhalten konnte, da lief die Magd herbei, machte einen kräftigen harten Strohwisch und gab dem Kind eine tüchtige Abreibung und misshandelte sein Körperchen.
Ein einziger Stiefbruder hat dann Mitleid mit dem Kind und setzt durch, dass es besser behandelt wird.
- (2) In Gesellschaft von Bettelkindern (f.135r)

Und kaum hatte man gegessen, so war das Kind (die junge Gertrud) froh, dass es herausgehen konnte, um zu den armen Kindern zu gehen, die auf der Burg kamen, um Brot zu erbetteln. Und es setzte sich hin unter sie und sah sich dann um und spürte dann, wie ihm gar wohl war bei der Gesellschaft der armen Kinder. Und es lachte bei sich selbst und es war ihm, wie es spürte, gar wohl mit seinen armen Gespielen, und es stahl Brot und was ihm sonst noch heimlich zuteil werden konnte, und gab es ihnen. Und sie brachten ihm dafür Blumen.
- (3) Aufbruch in die Stadt (f.138v/139r)

Nach dem Tod ihres Ehemannes will Gertrud, die zum vierten Male schwanger ist, nach Offenburg ziehen. Zuerst aber bleibt sie noch bei ihren Angehörigen auf der Burg.
Und als man sie fragte, wo sie bleiben wolle und ob sie da bleiben wolle, da sprach sie: „Nein, das will ich nicht. Ihr habt mit euch selbst genug zu tun, Ich will durchaus in die Stadt ziehen.“ Da wurden sie gar zornig, wiesen sie mit tadelnden Worten zurecht und sagten zu ihr: „Was willst du tun? Willst du unter die fremden Leute ziehen, die nicht wissen, wer du bist? Man wird sagen: Das Kind, das du erwartest, stamme von einem Pfaffen oder einem Mönch.“ Denn sie war gerade drei Wochen schwanger, als ihr Ehemann starb. Und sie sprach: „Weiß Gott, es kann nicht anders sein. Ich will es wagen. Unser Herr lässt mich nicht im Stich, so ich will auf ihn vertrauen.“ Und gleich zurhand  macht sie sich auf  und setzte sich auf einen Karren mitsamt ihren zwei Kindern; denn sie hatte damals noch zwei  Kinder, ein anderes war bereits gestorben und mit einem war sie noch schwanger. Die zwei Kinder nahm sie  und was sie sonst noch hatte – es war nicht viel – und legte es auf einen Karren und fuhr nach Offenburg in die Stadt zu einer armen Schwester, die sie gut kannte.
- (4) Kasteiungen wegen weltlicher Schönheitspflege (f.147r)

(Hier beschreibt der Text harte Kasteiungen und die Form des Umgangs der Gertrud mit sich selbst. Die Passage wirft ein Licht auf ihre inneren Konflikte und auf die emotionalen Folgen der frühen Misshandlungen.)
Nach dieser Übung folgte, dass sie sich selber schlagen musste mit den Händen und mit den Fäusten, und sie schlug auf die Beine, an die Arme, vor das Herz und an den Kopf, so viel, das<-- sic? --> es wunderte, dass ihr ihre Sinne blieben. Sie musste auch die Finger in ihren Kopf und in ihr Haar krampfen [ krammen ], dafür dass sie, als sie in der Welt lebte, ihren Kopf und das Haar glattgestrichen und schöngepflegt [ gestreichelt ] hatte. Denn sie hatte, als sie in der Welt lebte, gar wohlgefällige Haare, die ihr gut standen. Alle die Glieder, die sie während ihres Weltlebens geziert hatte oder zu weltlicher Lust gezeigt hatte, die musste sie nun schlagen und kasteien. Das musste sie alles entgelten [ erarnen ]: die Arme, die sie nach der Mode eingeschnürt hatte, die Hände und Finger, an denen sie die Ringe getragen hatte. Die Finger rieb sie so sehr und so kräftig, dass es wunderte, dass ihr noch irgendetwas Haut an den Fingern blieb. Sie schlug sich so sehr, dass ihr die Hände schwollen und dass sie große Blutergüsse an ihnen bekam, ebenso an ihrem Körper. Das schwächte sie nun gar sehr, aber nach dieser großen Übung war ihr so recht zumute, als ob ihr nie etwas fehle. Und wenn die Übung ein Ende hatte, da schwollen ihr die Hände sofort ab und es vergingen ihr die Blutergüsse, und es war ihr durchaus so wie zuvor. Nach dieser Übung dankte der Geist wiederum Unserem Herrn und trieb den Leib aus dem Bett und bog ihn hin zu der Erde, Gott zu einem Dank und einem Lob. Von [147v] diesen Dingen wusste niemand als sie und Jungfer Heilke. Vor der jungen Frau, die ihr diente, verheimlichten sie es, dass sie nichts davon wusste.
- (5) Die liebe Sonne (f.156v)

Zu dieser Zeit war es gar dunkel; die Sonne hatte lange Zeit nicht mehr geschienen. Und als die Sonne dann wieder zu scheinen begann, da machte sie ein Fenster auf und sagte ganz sehnsüchtig: „Ach, liebe Sonne.“ Und Jungfer Heilke sagte: „Was meinst du damit, dass du mit der Sonne so gar gut und zärtlich sprichst?“ Und sie sagte: „Ich bin ihr hold.“
- (6) Die scherzende Freundin (f.151v/152r)

Sie führte auch ein so heiliges Leben, das auch anderen zur Besserung diente, und ihr Lebenswandel war so gut, dass man alles, was sie tat, zum Vorbild nahm, um sich zu bessern. So sagte dann Jungfer Heilke bisweilen im Scherz: „Gertrud, bei dir fügt sich alles gut: die Leute bessern sich bei allem, was du tust; selbst wenn es etwa böse wäre.“
- (7) Ein blühender Zweig als Gottesbeweis (f.143v)

Einst ist Gertrud in Gedanken an ihre Schwächen in einer schweren inneren Krise und sieht sich weit von Gott entfernt.
Es dünkte sie, ihre Sünden seien so groß und so viel an der Zahl, dass die ganze Welt dafür aufkommen müsse und zugrunde gehen müsse. Nun kamen die Ordensbrüder zu ihr und sprachen zu ihr von der Güte unseres Herren und wie milde er sei, die Sünden zu vergeben. Und wenn sie zu ihr von der Güte unseres Herren sprachen, dann sagte sie: „Herr, das weiß ich genau. Aber seine Gerechtigkeit ist auch groß, die ist bei allem auch dabei.“ In dieser Situation beichtete sie und empfing unseren Herren wohl zweimal; das hatten ihr die Ordensbrüder und ihr Beichtiger geheißen. Nun wollten ihre Angehörigen sie aufsuchen, da sie so krankhaft war. Das war ihr sehr zuwider, und ihr war zumute, sie habe keinen Angehörigen auf der ganzen Erde, und befahl ihnen von ihr wegzugehen. In dieser Situation brach Jungfer Heilke einen blühenden Zweig von einem Baum und hielt ihn ihr vor Augen. Da wurde sie gar froh, dass es die Welt noch gab, und sie dachte bei sich, dass unser Herr seinen Zorn auf sie vergessen wolle.
- (8) Die verschmutzten Kinder (f.162v)

Als Begine kümmert sich Gertrud um arme Leute und hat Freude daran, wenn sich diese freuen. Vor allem bemüht sie sich um arme Frauen mit kleinen Kindern.
Und sie nahm die kleinen Kinder und säuberte ihnen derweil den Hintern, putzte sie ab und wickelte sie wieder in ihre Windeln. Und wenn dieselben unbrauchbar waren, gab sie ihnen andere. Und dann gab sie die Kinder ihren Müttern zurück. Und die Kinder, die schon etwas groß waren, zog sie aus, schüttelte ihnen die Kleider aus und machte ihnen die Mützen sauber, dass sie sie wieder tragen konnten. Dann wusch sie die Kinder, und bei denen es nötig war, heilte sie die Köpfe, und tat ihnen viel Gutes. Und wenn sie weggingen, füllte sie ihnen auch ihre Taschen und ließ sie fröhlich von ihr gehen.
- (9) Die hübschen Trinkgläschen (f.166v/167r)

Oft ist Gertrud so in sich gekehrt, dass sie Anderes nur wenig wahrnimmt. Wenn sie aber einmal auf ihrem Heimweg auch einen Blick für äußere Vorgänge hat, dann konnte Folgendes geschehen:
Kam ihr ein armes kleines Kind entgegen, dann blickte sie sich um und schaute, dass niemand zusah, und setzte sich dann zu ihm nieder und wischte ihm die Äuglein, sein Näschen und sein Mündchen, und band ihm sein Kopftüchlein zurecht, oder was es auf hatte; das setzte sie ihm wieder richtig auf. Und sie führte es dann mit sich nach Hause und gab ihm etwas zu essen, und sie fragte die Kinder, ob sie trinken wollten, und brachte ihnen zu trinken in einem Gläschen oder in einem anderen hübschen kleinen Ding. So tranken dann manchmal die Kinder, dass sie nicht mehr wussten, wann sie aufhören sollten, mehr dem Gläschen zuliebe als aus Durst. So musste sie das Gläschen manchmal vor ihnen verbergen, denn sie fürchtete, dass sie zu viel trinken, sodass es ihnen weh täte. Manchmal hatte sie mehrere Kinder beisammen und auch ihre Mütter, und sie gab ihnen zu essen und machte sie so froh, dass sie zuweilen einander anfassten und sangen und im Kreis gingen als ob sie tanzen wollten. Da saß sie da und lachte und ihr war ganz so als wäre sie bei einem großen Festmahl. So wohl war ihr zumute, wenn sie die kleinen Kinder so wohlgemut und fröhlich sah.
- (10) Erbarmen mit der Not der Tiere (f.166v)

(Der Text, ein frühes Zeugnis des Mitempfindens mit den Tieren, lässt erkennen, dass die Misshandlung von Tieren so selbstverständlich war, dass es offensichtlich keine Möglichkeit gab, dagegen einzuschreiten. Einzig möglich ist es, durch das eigene Beispiel auf eine Bewusstseinsänderung hinzuwirken.)
Sie hatte ein erbarmungsvolles Herz gegenüber allen geschaffenen Wesen. Sah sie, dass ein Nutztier oder ein sonst ein Tier, ein Hündchen oder desgleichen heftig oder auf böse Art geschlagen oder gestoßen wurde, dann tat ihr das ebenso weh, und sie wunderte sich, wie die Leute so hart sein konnten, dass sie einem kleinen Tier so weh tun konnten, und sie wandte sich ab, dass sie es nicht sehe; sie konnte nicht gut ertragen, dass man mit ihm fluchte und es mit Härte hintrieb.
- (11) Eine mystische Predigt[14] (f.231v-233v)

Gertrud und Heilke hörten die Predigt eines Lesemeisters. Heilke kann sich Predigten gut merken und sie auch später noch Gertrud vorsagen. Jahre später versteht Heilke, dass diese Predigt das Leben Gertruds recht eigentlich kennzeichnet.
So habe ich sie hier hinzugeschrieben, allerdings bloß den Sinn dieser Predigt, so kurz wie ich kann:
Der Lesemeister redete von den Leuten, die ein verinnerlichtes Leben führen. Und er sprach: Zum ersten werden sie verwundet von Gott. Zum zweiten werden sie gebunden an Gott. Zum dritten fallen sie in (Minne-)Krankheit. Zum vierten werden sie  hinausgetrieben in die Dörfer dieser Welt.
Zum ersten: Diejenigen, die da von Gott verwundet werden, denen kommt Gott zuvor mit einer eingesenkten Gnade: das ist eine innerliche Mahnung, die die Seele nie mehr ruhig sein lässt, bis das Leben des Menschen gänzlich nach Gottes Willen geordnet ist, äußerlich wie innerlich. (…  ) Zum zweiten werden sie an Gott gebunden, denn  sie legen Gott auf ihr Herz wie ein Myrrhenbüschel, sodass sie ihn nimmer vergessen. (…) Im dritten Stück sagte er, wie sie minnekrank werden und süßes Sehnen nach Gott empfinden. (…) (Viertens:) Wenn Gott nun genau weiß, dass die Seele nicht mehr von ihm weggeht, weder vor Liebe noch vor Leid, so treibt er sie hinaus in die Dörfer dieser Welt, das heißt: Er will, dass sie auf die Nöte ihres Mitmenschen sieht und ihm zu Hilfe kommt, äußerlich und innerlich, wie er es gerade braucht.
- (12) Sinken in die Gottheit [f.231v]

Da sagte sie: „Und so weiß die Seele nichts mehr über irgendein Ding. Nur eines empfindet sie wohl: dass sie ein stetiges unablässiges Einsinken hat. Der Mensch schlafe oder wache, er esse oder trinke, oder was er auch tut, so ist das Sinken stetig. Aber wie tief er sinkt, das wird dem Menschen nimmermehr bekannt bis an die Zeit, dass ihm alle Dinge eröffnet werden. Da wird er es wissend, so wie er in Gott ewig dessen teilhaftig werden soll.“ Da sagte ihre Freundin Heilke: „Liebe Gertrud, ist dies ‚Sinken in die Gottheit‘?“ Da sagte sie: „Ja.“

## Nachgeschichte in der Neuzeit

### Gertrud-von-Ortenberg-Bürgerstiftung
Am 679. Todestag Gertruds, dem 23. Februar, wurde 2014 im Ratssaal des Rathauses in Ortenberg die Gertrud-von-Ortenberg-Bürgerstiftung gegründet. Das Stiftungsgründungskapital beträgt 170.000 Euro.
„Die Gertrud-von-Ortenberg-Bürgerstiftung ist eine gemeinnützige Stiftung, die  von Bürgern, Unternehmen, Organisationen und Vereinen errichtet wurde. Sie versteht sich dabei als eine Einrichtung von Menschen aus Ortenberg – und von Menschen, die sich mit Ortenberg verbunden fühlen – für Menschen in Ortenberg. Die Stiftung soll dazu dienen, in Ortenberg lokale Maßnahmen und Projekte in den Bereichen Jugend- und Seniorenarbeit, Wohlfahrtspflege, Kultur, Sport, Heimatpflege, Denkmalschutz und der – bezogen auf die Gemeindepartnerschaften – internationalen Verständigung zu fördern, soweit sie nicht Pflichtaufgaben der politischen Gemeinde sind. Mit der Namensgebung verpflichtet sich die Bürgerstiftung den Idealen der historische Figur der Gertrud von Ortenberg [...], die selbstbestimmend und unabhängig ihr Leben gestaltete und regelte. Insbesondere zeichnete sie sich durch ihr karitatives und selbstloses Wirken in sozialen Problembereichen aus.“ (Präambel der Stiftungssatzung)

### Ortenberger Dorfgeläut zu Ehren Gertruds
Am 23. Februar 2015, an Gertruds 680. Todestag, wurden erstmals in der Geschichte Ortenbergs in einem Dorfgeläut zu ihren Ehren die kirchlichen und weltlichen Glocken der Bühlwegkirche, der Pfarrkirche St. Bartholomäus, des Katholischen Kindergartens St. Elisabeth und des Rathauses um 13.35 Uhr zeitgleich geläutet. Mit der außergewöhnlichen Läutzeit 13.35 Uhr erinnerte die Gertrud-von-Ortenberg-Bürgerstiftung an Gertruds Todesjahr 1335. Mit diesem Dorfgeläut, das künftig jedes Jahr am 23. Februar stattfinden wird, soll das Bewusstsein für die historische Persönlichkeit in ihrem Geburtsort noch weiter geweckt und aufrechterhalten werden.

### Theaterstück
Wilhelm von Ascheraden hat ein Theaterstück mit dem Titel Gertrud von Ortenberg – Fast eine Heilige geschrieben, das im Oktober 2017 in Ortenberg uraufgeführt wurde.

### Ausgaben
- Hans Derkits: Die Lebensbeschreibung der Gertrud von Ortenberg. Diss. (masch.) Wien 1990
  - Bd. 1: Textedition, S. 1–215.
  - Bd. 2: Beschreibung der Handschrift und Kommentar, ab S. 219.
- Von dem heiligen Leben der Gertrud von Ortenberg. Eingeleitet und übersetzt von Siegfried Ringler. GRIN Verlag 2017, ISBN 978-3-668-38799-7 (nhd. Übersetzung) (online)
- Siegfried Ringler (Hrsg.): Dis ist von dem heiligen leben – Die Vita der Gertrud von Ortenberg (= ZfdA Beiheft 41). Stuttgart 2023

### Sekundärliteratur
- Martina Backes: Eine Stadt voll der Gnaden. Straßburg aus der Perspektive Gertruds von Ortenberg. In: Schreiben und Lesen in der Stadt. Literaturbetrieb im spätmittelalterlichen Straßburg. Hrsg. von Stephen Mossman, Nigel F. Palmer und Felix Heinzer (Kulturtopographie des alemannischen Raums 4), Berlin/Boston 2012, S. 29–38 (nicht ausgewertet)
- Hans Derkits: Die Vita der Gertrud von Ortenberg – Historische Aspekte eines Gnaden-Lebens. In: Die Ortenau 71 (1991) S. 77–125 (online)
- Klaus Graf: Historisches zu Gertrud von Ortenberg, in: Archivalia, ISSN 2197-7291, 25. Februar 2022
- Eugen Hillenbrand: Heiligenleben und Alltag. Offenburger Stadtgeschichte im Spiegel eines spätmittelalterlichen Beginenlebens. In: Die Ortenau 90 (2010) S. 157–176 (online).
- Eugen Hillenbrand: Gertrud von Ortenberg – Eine vergessene Heilige. In: Die Ortenau 91 (2011) S. 279–296 (online, nicht ausgewertet).
- Eugen Hillenbrand: Adlige, Begine, Bettlerin – Gertrud von Ortenberg (+1335) in der Nachfolge Elisabeths von Thüringen (+1231). In: Freiburger Diözesanarchiv 133 (2013) S. 85–110.
- Anneke B. Mulder-Bakker: Fromme Frauen in Straßburg und Meister Eckhart: Gertrud von Ortenberg und Heilke von Staufenberg. In: Meister-Eckhart-Jahrbuch 8 (2014) S. 55–74.
- Anneke B. Mulder-Bakker: Ein asketischer Privathaushalt am Oberrhein. Das Beispiel der Gertrud Rickeldey von Ortenberg, Heilke von Staufenberg und ihrer Biographin. In: Jörg Voigt u. a. (Hg): Das Beginenwesen in Spätmittelalter und Früher Neuzeit. Studien zur Christlichen Religions- und Kirchengeschichte 20, Fribourg / Stuttgart 2015, S. 290–307.
- Siegfried Ringler: Gertrud von Ortenberg. In: VL², Bd. 11 (2004), Sp. 522–525.